# Türkiye 2. Futbol Ligi B Kategorisi 2005/06
Die Türkiye 2. Futbol Ligi B Kategorisi 2005/06 war die 35. Spielzeit der dritthöchsten türkischen Spielklasse im professionellen Männer-Fußball. Sie wurde am 13. August 2005 mit dem 1. Spieltag der Qualifikationsrunde begonnen und am 23. Mai 2006 mit dem Playoff-Finale abgeschlossen.

## Austragungsmodus
Mit der Saison 2005/06 wurde die dritthöchste Spielklasse grundlegend reformiert. Statt wie bisher in der in einer dreigleisigen Liga die Meister direkt in die 2. Lig aufstiegen, wurde in dieser Saison die Liga in drei Etappen ausgetragen. In der 1. Etappe wurde die Liga in eine Qualifikationsrunde (türkisch Kademe Grupları) in fünf Gruppen mit jeweils elf bzw. zehn Mannschaften mit Hin- und Rückspielen gespielt. Nach dem Ende der 1. Etappe wurden die ersten zwei Mannschaften aus allen Gruppen in eine gemeinsame Gruppe, der Aufstiegsrunde (türkisch Yükselme Grubu), aufgenommen, und spielten hier um den Aufstieg in die zweithöchste Spielklasse. Die restlichen Teams in den fünf Gruppen der Qualifikationsrunde spielten in unveränderter Gruppenkonstellation nun in einer Abstiegsrunde (türkisch Düşme Grupları) gegen den Abstieg in die 3. Lig. Sowohl die Aufstiegsrunde als auch die Abstiegsrunde stellten dabei die 2. Etappe dar und wurden mit Hin- und Rückspiel ausgespielt. Die Mannschaften auf den ersten zwei Plätzen der Aufstiegsrunde stiegen direkt in die 2. Lig A Kategorisi und die Mannschaften auf letzten zwei Tabellenplätzen aller Gruppen der Abstiegsrunde stiegen in die TFF 3. Lig, ab. Während die Punkte aus der Qualifikationsrunde nicht in die Aufstiegsrunde mitgenommen wurden, wurden sie in die Abstiegsrunde unverändert mitgezählt. Um die Attraktivität der Liga zu steigern und zu verhindern, dass sich viele Mannschaften sich sehr früh den Klassenerhalt sicherten und dann ziellos vor leeren Rängen spielten, beschloss man, zusätzlich zu der vorhandenen Konstellation noch eine Dritte Etappe in Form einer Play-off zu spielen. In diesen Play-offs sollte der dritte und letzte Aufsteiger bestimmt werden. Die Mannschaften auf den Plätzen drei bis acht der Aufstiegsrunde und die Mannschaften auf den ersten zwei Tabellenplätzen der Abstiegsgruppen sollten im K.-o.-System den letzten Aufsteiger ausspielen. Die Play-offs wurden zum Ende der Gruppenphase in einer für alle 16 Mannschaften neutralen Stadt ausgetragen.
Zu Saisonbeginn waren zu den von der vorherigen Saison verbleibenden 42 Mannschaften die drei Absteiger aus der 2. Lig Sarıyer SK, Fatih Karagümrük SK, Adanaspor, die sechs Neulinge Kasımpaşa Istanbul, Turgutluspor, Boluspor, Giresunspor, Pazarspor, İskenderun Demir Çelikspor hinzugekommen. Die Neulinge waren aus der TFF 3. Lig aufgestiegen.
Die Saison beendete Kasımpaşa Istanbul als Meister und schaffte damit nach siebenjähriger Abstinenz wieder die Teilnahme an der zweithöchsten türkischen Spielklasse. Den 2. Tabellenplatz belegten Gençlerbirliği ASAŞ und erreichte damit den Aufstieg in die 2. Lig A Kategorisi. Die Play-offs wurden als neutrale Stadt in Ankara durchgeführt und unter den Mannschaften Eskişehirspor, İnegölspor, Alanyaspor, Kahramanmaraşspor, Kartalspor, Siirtspor, Pendikspor, Sarıyer SK, Turgutluspor, Marmaris Belediye Gençlikspor, Darıca Gençlerbirliği, Tarsus İdman Yurdu, Boluspor, KDÇ Karabükspor, Adıyamanspor und Hatayspor gespielt. Im Play-off-Finale setzte sich Eskişehirspor mit 3:0 gegen Pendikspor durch und erzielte nach achtjähriger Abstinenz wieder die Teilnahme an der 2. Lig A Kategorisi. Als Absteiger standen zum Saisonende Yıldırım Bosnaspor, Anadolu Üsküdar 1908 SK (Gruppe 1), Aydınspor, Adanaspor (Gruppe 2), Aksarayspor, Bursa Merinosspor (Gruppe 3), Ankara Demirspor, Zonguldakspor (Gruppe 4) und Osmaniyespor, Batman Petrolspor (Gruppe 5) fest.
Zum Saisonstart änderten Yeni Turgutluspor seinen Vereinsnamen in Turgutluspor um.
Adanaspor wurde auf Anweisung der FIFA zum Saisonende sechs Punkte abgezogen. Adanaspor erklärte zum Saisonstart nicht am Wettbewerb der Drittligasaison teilnehmen zu wollen. Daher wurden alle Spiele mit einer 0:3-Niederlage bewertet und der Verein zum Saisonende mit einem Zwangsabstieg bestraft.

## Qualifikationsrunde

### Gruppe 1
| Pl. | Verein                  | Sp. | S  | U | N  | Tore    | Diff. | Punkte |
| --- | ----------------------- | --- | -- | - | -- | ------- | ----- | ------ |
| 1.  | Kasımpaşa Istanbul (N)  | 20  | 12 | 4 | 4  | 040:200 | +20   | 40     |
| 2.  | Kartalspor              | 20  | 11 | 7 | 2  | 027:800 | +19   | 40     |
| 3.  | Pendikspor              | 20  | 10 | 5 | 5  | 027:180 | +9    | 35     |
| 4.  | Güngören Belediyespor   | 20  | 10 | 4 | 6  | 031:200 | +11   | 34     |
| 5.  | Sarıyer SK (A)          | 20  | 9  | 6 | 5  | 027:250 | +2    | 33     |
| 6.  | Eyüpspor                | 20  | 7  | 7 | 6  | 022:200 | +2    | 28     |
| 7.  | Fatih Karagümrük SK (A) | 20  | 6  | 7 | 7  | 022:180 | +4    | 25     |
| 8.  | Maltepespor             | 20  | 6  | 7 | 7  | 018:210 | −3    | 25     |
| 9.  | Küçükköyspor            | 20  | 7  | 2 | 11 | 014:240 | −10   | 23     |
| 10. | Üsküdar Anadolu 1908 SK | 20  | 4  | 5 | 11 | 016:360 | −20   | 17     |
| 11. | Yıldırım Bosnaspor      | 20  | 0  | 2 | 18 | 012:460 | −34   | 02     |

Platzierungskriterien: 1. Punkte – 2. Direkter Vergleich (Punkte, Tordifferenz, geschossene Tore) – 3. Tordifferenz – 4. geschossene Tore

| (A) | Absteiger aus der 2. Lig 2004/05         |
| (N) | Neuaufsteiger aus der TFF 3. Lig 2004/05 |

### Gruppe 2
| Pl. | Verein                        | Sp. | S  | U | N  | Tore    | Diff. | Punkte |
| --- | ----------------------------- | --- | -- | - | -- | ------- | ----- | ------ |
| 1.  | Bucaspor                      | 18  | 12 | 2 | 4  | 029:160 | +13   | 38     |
| 2.  | Alanyaspor                    | 18  | 12 | 2 | 4  | 032:150 | +17   | 38     |
| 3.  | Turgutluspor (N)              | 18  | 12 | 1 | 5  | 036:200 | +16   | 37     |
| 4.  | Marmaris Belediye Gençlikspor | 18  | 7  | 6 | 5  | 017:140 | +3    | 27     |
| 5.  | Nazilli Belediyespor          | 18  | 7  | 4 | 7  | 023:180 | +5    | 25     |
| 6.  | Izmirspor                     | 18  | 7  | 4 | 7  | 033:250 | +8    | 25     |
| 7.  | Adana Demirspor               | 18  | 7  | 3 | 8  | 031:260 | +5    | 24     |
| 8.  | Muğlaspor                     | 18  | 5  | 7 | 6  | 023:220 | +1    | 22     |
| 9.  | Aydınspor                     | 18  | 5  | 3 | 10 | 019:330 | −14   | 18     |
| 10. | Adanaspor (A) 1               | 18  | 0  | 0 | 18 | 000:540 | −54   | 0      |

Platzierungskriterien: 1. Punkte – 2. Direkter Vergleich (Punkte, Tordifferenz, geschossene Tore) – 3. Tordifferenz – 4. geschossene Tore

| (A) | Absteiger aus der 2. Lig 2004/05         |
| (N) | Neuaufsteiger aus der TFF 3. Lig 2004/05 |

### Gruppe 3
| Pl. | Verein                | Sp. | S  | U | N  | Tore    | Diff. | Punkte |
| --- | --------------------- | --- | -- | - | -- | ------- | ----- | ------ |
| 1.  | Eskişehirspor         | 18  | 12 | 4 | 2  | 042:180 | +24   | 40     |
| 2.  | İnegölspor            | 18  | 10 | 3 | 5  | 027:240 | +3    | 33     |
| 3.  | Tarsus İdman Yurdu    | 18  | 7  | 6 | 5  | 030:230 | +7    | 27     |
| 4.  | Oyak Renault SK       | 18  | 8  | 3 | 7  | 027:320 | −5    | 27     |
| 5.  | Yalovaspor            | 18  | 6  | 6 | 6  | 028:250 | +3    | 24     |
| 6.  | Darıca Gençlerbirliği | 18  | 7  | 3 | 8  | 022:280 | −6    | 24     |
| 7.  | MKE Kırıkkalespor     | 18  | 5  | 5 | 8  | 030:330 | −3    | 20     |
| 8.  | Yeni Kırşehirspor     | 18  | 4  | 7 | 7  | 016:240 | −8    | 19     |
| 9.  | Bursa Merinosspor     | 18  | 3  | 8 | 7  | 024:290 | −5    | 17     |
| 10. | Aksarayspor           | 18  | 3  | 5 | 10 | 018:280 | −10   | 14     |

Platzierungskriterien: 1. Punkte – 2. Direkter Vergleich (Punkte, Tordifferenz, geschossene Tore) – 3. Tordifferenz – 4. geschossene Tore

### Gruppe 4
| Pl. | Verein               | Sp. | S | U  | N | Tore    | Diff. | Punkte |
| --- | -------------------- | --- | - | -- | - | ------- | ----- | ------ |
| 1.  | Gençlerbirliği ASAŞ  | 18  | 7 | 11 | 0 | 034:150 | +19   | 32     |
| 2.  | Ünyespor             | 18  | 8 | 7  | 3 | 018:900 | +9    | 31     |
| 3.  | Boluspor (N)         | 18  | 7 | 7  | 4 | 020:150 | +5    | 28     |
| 4.  | KDÇ Karabükspor      | 18  | 6 | 8  | 4 | 017:150 | +2    | 26     |
| 5.  | Çankırı Belediyespor | 18  | 7 | 3  | 8 | 017:220 | −5    | 24     |
| 6.  | Giresunspor (N)      | 18  | 6 | 5  | 7 | 016:150 | +1    | 23     |
| 7.  | Ankara Demirspor     | 18  | 5 | 7  | 6 | 017:170 | ±0    | 22     |
| 8.  | Pazarspor (N)        | 18  | 4 | 6  | 8 | 011:220 | −11   | 18     |
| 9.  | Zonguldakspor        | 18  | 4 | 5  | 9 | 012:220 | −10   | 17     |
| 10. | Erzurumspor          | 18  | 3 | 7  | 8 | 017:270 | −10   | 16     |

Platzierungskriterien: 1. Punkte – 2. Direkter Vergleich (Punkte, Tordifferenz, geschossene Tore) – 3. Tordifferenz – 4. geschossene Tore

| (N) | Neuaufsteiger aus der TFF 3. Lig 2004/05 |

### Gruppe 5
| Pl. | Verein                 | Sp. | S  | U | N  | Tore    | Diff. | Punkte |
| --- | ---------------------- | --- | -- | - | -- | ------- | ----- | ------ |
| 1.  | Kahramanmaraşspor      | 18  | 10 | 3 | 5  | 032:200 | +12   | 33     |
| 2.  | Siirtspor              | 18  | 9  | 5 | 4  | 028:200 | +8    | 32     |
| 3.  | İskenderun DÇ (N)      | 18  | 9  | 4 | 5  | 028:220 | +6    | 31     |
| 4.  | Şanlıurfa Belediyespor | 18  | 8  | 5 | 5  | 028:220 | +6    | 29     |
| 5.  | Adıyamanspor           | 18  | 8  | 5 | 5  | 022:230 | −1    | 29     |
| 6.  | Şanlıurfaspor          | 18  | 6  | 8 | 4  | 026:200 | +6    | 26     |
| 7.  | Hatayspor              | 18  | 7  | 4 | 7  | 026:260 | ±0    | 25     |
| 8.  | Cizrespor              | 18  | 6  | 5 | 7  | 023:240 | −1    | 23     |
| 9.  | Osmaniyespor           | 18  | 2  | 4 | 12 | 016:330 | −17   | 10     |
| 10. | Batman Petrolspor      | 18  | 1  | 5 | 12 | 012:310 | −19   | 08     |

Platzierungskriterien: 1. Punkte – 2. Direkter Vergleich (Punkte, Tordifferenz, geschossene Tore) – 3. Tordifferenz – 4. geschossene Tore

| (N) | Neuaufsteiger aus der TFF 3. Lig 2004/05 |

## Aufstiegsrunde
| Pl. | Verein                 | Sp. | S  | U | N  | Tore    | Diff. | Punkte |
| --- | ---------------------- | --- | -- | - | -- | ------- | ----- | ------ |
| 1.  | Kasımpaşa Istanbul (N) | 18  | 11 | 5 | 2  | 024:120 | +12   | 38     |
| 2.  | Gençlerbirliği ASAŞ    | 18  | 10 | 6 | 2  | 031:170 | +14   | 36     |
| 3.  | Eskişehirspor          | 18  | 8  | 5 | 5  | 025:190 | +6    | 29     |
| 4.  | İnegölspor             | 18  | 5  | 7 | 6  | 022:180 | +4    | 22     |
| 5.  | Alanyaspor             | 18  | 6  | 3 | 9  | 021:280 | −7    | 21     |
| 6.  | Kahramanmaraşspor      | 18  | 6  | 3 | 9  | 021:270 | −6    | 21     |
| 7.  | Kartalspor             | 18  | 4  | 9 | 5  | 013:140 | −1    | 21     |
| 8.  | Siirtspor              | 18  | 4  | 8 | 6  | 025:280 | −3    | 20     |
| 9.  | Ünyespor               | 18  | 4  | 6 | 8  | 016:220 | −6    | 18     |
| 10. | Bucaspor               | 18  | 5  | 2 | 11 | 018:310 | −13   | 17     |

Platzierungskriterien: 1. Punkte – 2. Direkter Vergleich (Punkte, Tordifferenz, geschossene Tore) – 3. Tordifferenz – 4. geschossene Tore

| (N) | Neuaufsteiger aus der TFF 3. Lig 2004/05 |

## Abstiegsrunde
Die Ergebnisse aus der Qualifikationsrunde wurden mit eingerechnet.

### Gruppe 1
| Pl. | Verein                  | Sp. | S  | U  | N  | Tore    | Diff. | Punkte |
| --- | ----------------------- | --- | -- | -- | -- | ------- | ----- | ------ |
| 1.  | Pendikspor              | 36  | 18 | 11 | 7  | 050:320 | +18   | 65     |
| 2.  | Sarıyer SK (A)          | 36  | 18 | 9  | 9  | 044:380 | +6    | 63     |
| 3.  | Güngören Belediyespor   | 36  | 15 | 11 | 10 | 049:320 | +17   | 56     |
| 4.  | Eyüpspor                | 36  | 12 | 14 | 10 | 041:360 | +5    | 50     |
| 5.  | Fatih Karagümrük SK (A) | 36  | 12 | 11 | 13 | 040:360 | +4    | 47     |
| 6.  | Küçükköyspor            | 36  | 13 | 7  | 16 | 029:370 | −8    | 46     |
| 7.  | Maltepespor             | 36  | 9  | 14 | 13 | 034:420 | −8    | 41     |
| 8.  | Yıldırım Bosnaspor      | 36  | 7  | 10 | 19 | 025:520 | −27   | 31     |
| 9.  | Üsküdar Anadolu 1908 SK | 36  | 3  | 6  | 27 | 024:700 | −46   | 15     |

Platzierungskriterien: 1. Punkte – 2. Direkter Vergleich (Punkte, Tordifferenz, geschossene Tore) – 3. Tordifferenz – 4. geschossene Tore

| (A) | Absteiger aus der 2. Lig 2004/05 |

### Gruppe 2
| Pl. | Verein                        | Sp. | S  | U  | N  | Tore    | Diff. | Punkte |
| --- | ----------------------------- | --- | -- | -- | -- | ------- | ----- | ------ |
| 1.  | Turgutluspor (N)              | 32  | 18 | 3  | 11 | 057:370 | +20   | 57     |
| 2.  | Marmaris Belediye Gençlikspor | 32  | 15 | 10 | 7  | 036:220 | +14   | 55     |
| 3.  | Nazilli Belediyespor          | 32  | 15 | 7  | 10 | 044:270 | +17   | 52     |
| 4.  | Izmirspor                     | 32  | 14 | 5  | 13 | 055:410 | +14   | 47     |
| 5.  | Adana Demirspor               | 32  | 14 | 5  | 13 | 053:450 | +8    | 47     |
| 6.  | Muğlaspor                     | 32  | 10 | 10 | 12 | 038:330 | +5    | 40     |
| 7.  | Aydınspor                     | 32  | 10 | 8  | 14 | 039:510 | −12   | 38     |
| 8.  | Adanaspor (A) 1               | 32  | 0  | 0  | 32 | 000:960 | −96   | 0      |

Platzierungskriterien: 1. Punkte – 2. Direkter Vergleich (Punkte, Tordifferenz, geschossene Tore) – 3. Tordifferenz – 4. geschossene Tore

| (A) | Absteiger aus der 2. Lig 2004/05         |
| (N) | Neuaufsteiger aus der TFF 3. Lig 2004/05 |

### Gruppe 3
| Pl. | Verein                | Sp. | S  | U  | N  | Tore    | Diff. | Punkte |
| --- | --------------------- | --- | -- | -- | -- | ------- | ----- | ------ |
| 1.  | Darıca Gençlerbirliği | 32  | 14 | 7  | 11 | 043:450 | −2    | 49     |
| 2.  | Tarsus İdman Yurdu    | 32  | 12 | 11 | 9  | 052:420 | +10   | 47     |
| 3.  | Oyak Renault SK       | 32  | 10 | 12 | 10 | 042:490 | −7    | 42     |
| 4.  | MKE Kırıkkalespor     | 32  | 10 | 10 | 12 | 045:480 | −3    | 40     |
| 5.  | Yalovaspor            | 32  | 10 | 9  | 13 | 042:430 | −1    | 39     |
| 6.  | Yeni Kırşehirspor     | 32  | 8  | 13 | 11 | 034:430 | −9    | 37     |
| 7.  | Aksarayspor           | 32  | 9  | 8  | 15 | 038:490 | −11   | 35     |
| 8.  | Bursa Merinosspor     | 32  | 7  | 11 | 14 | 044:480 | −4    | 32     |

Platzierungskriterien: 1. Punkte – 2. Direkter Vergleich (Punkte, Tordifferenz, geschossene Tore) – 3. Tordifferenz – 4. geschossene Tore

### Gruppe 4
| Pl. | Verein               | Sp. | S  | U  | N  | Tore    | Diff. | Punkte |
| --- | -------------------- | --- | -- | -- | -- | ------- | ----- | ------ |
| 1.  | Boluspor (N)         | 32  | 15 | 10 | 7  | 045:320 | +13   | 55     |
| 2.  | KDÇ Karabükspor      | 32  | 14 | 11 | 7  | 046:280 | +18   | 53     |
| 3.  | Çankırı Belediyespor | 32  | 15 | 4  | 13 | 034:360 | −2    | 49     |
| 4.  | Giresunspor (N)      | 32  | 11 | 8  | 13 | 031:320 | −1    | 41     |
| 5.  | Erzurumspor          | 32  | 10 | 8  | 14 | 036:470 | −11   | 38     |
| 6.  | Pazarspor (N)        | 32  | 9  | 9  | 14 | 031:440 | −13   | 36     |
| 7.  | Ankara Demirspor     | 32  | 9  | 8  | 15 | 030:420 | −12   | 35     |
| 8.  | Zonguldakspor        | 32  | 5  | 10 | 17 | 029:490 | −20   | 25     |

Platzierungskriterien: 1. Punkte – 2. Direkter Vergleich (Punkte, Tordifferenz, geschossene Tore) – 3. Tordifferenz – 4. geschossene Tore

| (N) | Neuaufsteiger aus der TFF 3. Lig 2004/05 |

### Gruppe 5
| Pl. | Verein                 | Sp. | S  | U  | N  | Tore    | Diff. | Punkte |
| --- | ---------------------- | --- | -- | -- | -- | ------- | ----- | ------ |
| 1.  | Adıyamanspor           | 32  | 16 | 10 | 6  | 043:370 | +6    | 58     |
| 2.  | Hatayspor              | 32  | 16 | 7  | 9  | 053:400 | +13   | 55     |
| 3.  | Şanlıurfaspor          | 32  | 14 | 10 | 8  | 045:290 | +16   | 52     |
| 4.  | Şanlıurfa Belediyespor | 32  | 14 | 7  | 11 | 047:380 | +9    | 49     |
| 5.  | İskenderun DÇ (N)      | 32  | 13 | 7  | 12 | 052:510 | +1    | 46     |
| 6.  | Cizrespor              | 32  | 12 | 10 | 10 | 049:450 | +4    | 46     |
| 7.  | Osmaniyespor           | 32  | 4  | 6  | 22 | 027:580 | −31   | 18     |
| 8.  | Batman Petrolspor      | 32  | 2  | 7  | 23 | 026:640 | −38   | 13     |

Platzierungskriterien: 1. Punkte – 2. Direkter Vergleich (Punkte, Tordifferenz, geschossene Tore) – 3. Tordifferenz – 4. geschossene Tore

| (A) | Absteiger aus der 2. Lig 2004/05         |
| (N) | Neuaufsteiger aus der TFF 3. Lig 2004/05 |

## Play-offs
Achtelfinale
| Datum                     |                       | Ergebnis              |                    | Stadion              |
| ------------------------- | --------------------- | --------------------- | ------------------ | -------------------- |
| 13. Mai 2006 um 13:30 Uhr | Boluspor              | 1:1 n. V. (5:4 i. E.) | İnegölspor         | Cebeci-İnönü-Stadion |
| 13. Mai 2006 um 13:30 Uhr | Kahramanmaraşspor     | 1:2 n. V.             | Siirtspor          | Cebeci-İnönü-Stadion |
| 13. Mai 2006 um 16:00 Uhr | Alanyaspor            | 0:1                   | Pendikspor         | Cebeci-İnönü-Stadion |
| 13. Mai 2006 um 16:45 Uhr | Adıyamanspor          | 1:2                   | Turgutluspor       | Cebeci-İnönü-Stadion |
| 14. Mai 2006 um 13:30 Uhr | KDÇ Karabükspor       | 0:0 n. V. (1:3 i. E.) | Eskişehirspor      | Cebeci-İnönü-Stadion |
| 14. Mai 2006 um 13:30 Uhr | Kartalspor            | 2:1                   | Hatayspor          | Cebeci-İnönü-Stadion |
| 14. Mai 2006 um 16:00 Uhr | Marmaris Belediye GSK | 2:2 n. V. (7:6 i. E.) | Tarsus İdman Yurdu | Cebeci-İnönü-Stadion |
| 14. Mai 2006 um 16:30 Uhr | Darıca Gençlerbirliği | 1:3 n. V.             | Sarıyer SK         | Cebeci-İnönü-Stadion |

Viertelfinale
| Datum                     |               | Ergebnis              |                       | Stadion              |
| ------------------------- | ------------- | --------------------- | --------------------- | -------------------- |
| 17. Mai 2006 um 13:30 Uhr | Boluspor      | 2:1                   | Turgutluspor          | Cebeci-İnönü-Stadion |
| 17. Mai 2006 um 13:30 Uhr | Siirtspor     | 0:2                   | Pendikspor            | Cebeci-İnönü-Stadion |
| 17. Mai 2006 um 16:00 Uhr | Eskişehirspor | 0:0 n. V. (5:4 i. E.) | Sarıyer SK            | Cebeci-İnönü-Stadion |
| 17. Mai 2006 um 16:00 Uhr | Kartalspor    | 0:0 n. V. (6:5 i. E.) | Marmaris Belediye GSK | Cebeci-İnönü-Stadion |

Halbfinale
| Datum                     |               | Ergebnis |            | Stadion              |
| ------------------------- | ------------- | -------- | ---------- | -------------------- |
| 20. Mai 2006 um 13:30 Uhr | Boluspor      | 0:5      | Pendikspor | Cebeci-İnönü-Stadion |
| 20. Mai 2006 um 16:00 Uhr | Eskişehirspor | 3:0      | Kartalspor | Cebeci-İnönü-Stadion |

Finale
| Pendikspor                                                 | Pendikspor | Eskişehirspor | Eskişehirspor |
| ---------------------------------------------------------- | --- | --- | ------------- |
| Pendikspor                                                 | \| Play-off-Finale \| \| 23. Mai 2006 um 16:00 Uhr in Ankara (Cebeci-İnönü-Stadion) \| \| Ergebnis: 0:3 (0:2) \| \| Schiedsrichter: Yunus Yıldırım \| \| Spielbericht \|                                                                            | \| Play-off-Finale \| \| 23. Mai 2006 um 16:00 Uhr in Ankara (Cebeci-İnönü-Stadion) \| \| Ergebnis: 0:3 (0:2) \| \| Schiedsrichter: Yunus Yıldırım \| \| Spielbericht \|                                                                                             | Eskişehirspor |
| Pendikspor                                                 | Gökhan Ant – Bilal Sezer, Mete Akkaya, Hakan Macit – Dursun Ali Durmuş, Kenan Çamoğlu (75. Volkan Hasançebi), Kadir Deliömeroğlu, Yalçın Onur Kılıç – Cem Demir (56. Nail Uğur Timurcioğlu), Mücahit Şen, Recep Uçar (63. Orhan Ken) Cheftrainer: ? | Sefer Hakan Olgun – Kazım Nas, Ulaş Meyan, Zafer Şahin – Erhan Namlı (62. Mustafa Ümit Temel), Turan Bilge, İshak Topçu (94. ?), Mehmet Akif Tatlı – Çetin Güner, Ramazan Durdu (82. Mustafa Sevgi), Mehmet Eren Boyraz (73. Halil Tosun) Cheftrainer: Yavuz İncedal | Eskişehirspor |
| Pendikspor                                                 | 0:1 İshak Topçu (5.) 0:2 Mehmet Eren Boyraz (36.) 0:3 Erhan Namlı (55.) | | Eskişehirspor |
| Pendikspor                                                 | Mücahit Şen (60.), Mete Akkaya (84.) | Erhan Namlı (55.) | Eskişehirspor |
| Pendikspor                                                 | Eskişehirspor ist durch diesen Sieg in die 2. Lig A 2006/07 aufgestiegen. | | Eskişehirspor |
| Play-off-Finale                                            | | |               |
| 23. Mai 2006 um 16:00 Uhr in Ankara (Cebeci-İnönü-Stadion) | | |               |
| Ergebnis: 0:3 (0:2)                                        | | |               |
| Schiedsrichter: Yunus Yıldırım                             | | |               |
| Spielbericht                                               | | |               |